# وننکنی
وننکنی (به لاتین: Vannankeni) یک منطقهٔ مسکونی در سری‌لانکا است که در استان شمالی (سری‌لانکا) واقع شده‌است.